# 卡德納佐 (加利福尼亞州)
卡德納佐（英語：Cadenasso）是位於美國加利福尼亞州優洛縣的一個非建制地區。該地的面積和人口皆未知。

## 地理
卡德納佐的座標為38°42′52″N 122°07′45″W / 38.71444°N 122.12917°W，而該地的平均海拔高度為99米（即325英尺）。